# Romanus von Rom

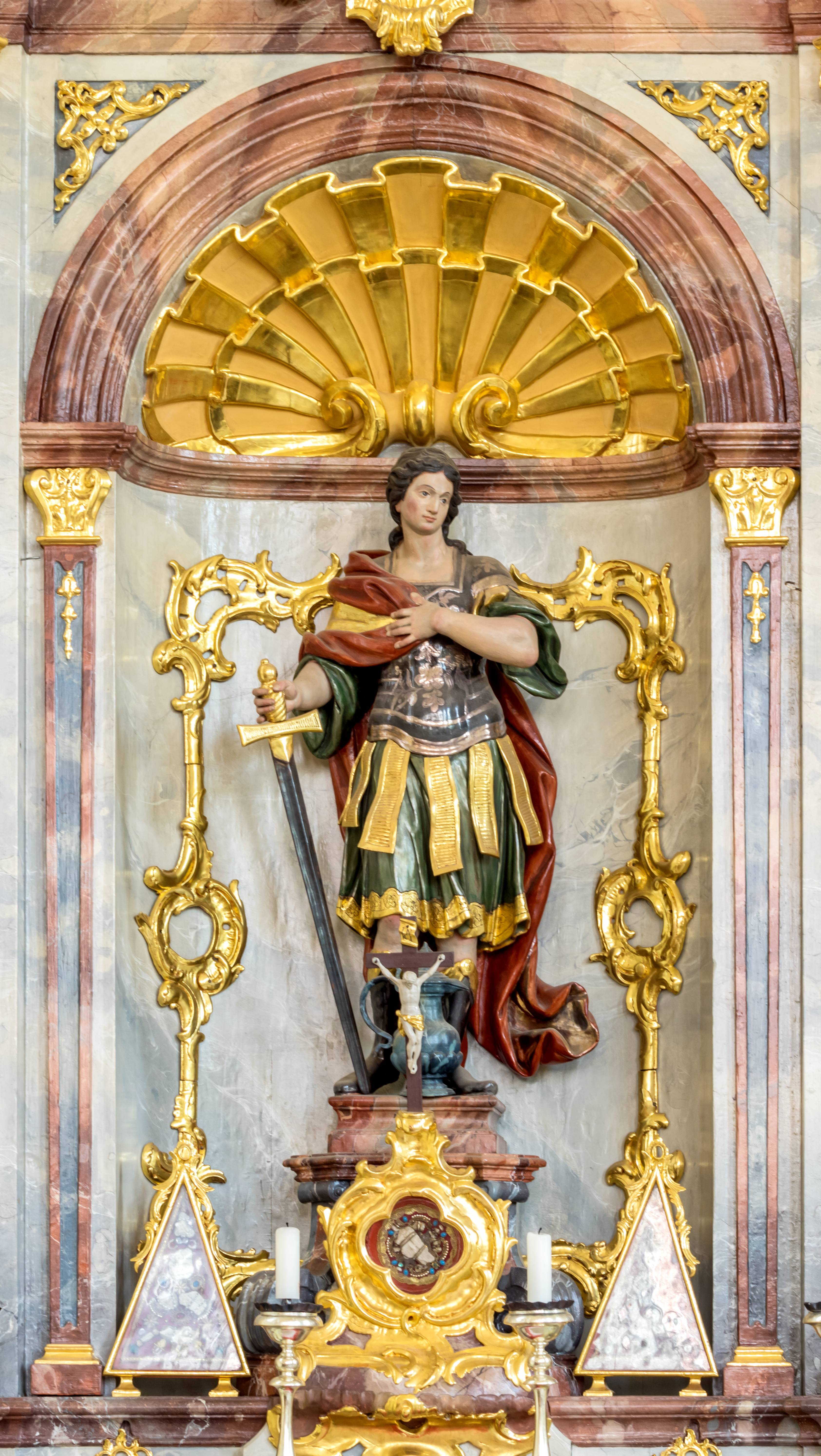
Romanus mit Schwert und Krug auf dem linken Seitenaltar von St. Romanus (Schweighausen)

Romanus von Rom war ein frühchristlicher Märtyrer und ist ein Heiliger der römisch-katholischen Kirche und der orthodoxen Kirchen. Der historische Wert der Berichte über ihn ist umstritten.

## Tod und Legende
Nach dem Liber pontificalis starb Romanus bei der Christenverfolgung unter Kaiser Valerian, und zwar – zusammen mit dem weit bekannteren heiligen Laurentius von Rom und zwei weiteren Klerikern – drei (oder vier) Tage, nachdem Papst Sixtus II. enthauptet worden war:

„Et post passionem beati Xysti post dies III passi sunt Laurentius eius archidiaconus et Glaudius Severus presbiter et Romanus ostiarius et Crescentius lector.“

„Und drei Tage nach dem Martyrium des heiligen Sixtus wurden dessen Erzdiakon Laurentius, der Presbyter Glaudius Severus, der Ostiarius Romanus und der Lektor Crescentius getötet.“

Da für den Tod des Papstes der 6. März 258 angenommen wird, wären Laurentius, Glaudius Severus, Romanus und Crescentius am 9. (oder 10.) März 258 gestorben. Romanus wurde in der Katakombe der Cyriaca an der Via Tiburtina bestattet, die vom Kreuzgang der Kirche San Lorenzo fuori le mura aus zugänglich ist. Später soll der Leichnam nach Lucca gebracht worden sein.
Das Diakonat, Presbyteramt, Ostiariat und Lektorat waren – und sind zum Teil noch – Weihegrade der christlichen Religionsgemeinschaften, das Ostiariat der niedrigste davon. Der Ostiarius wies den Gottesdienstbesuchern ihre Plätze zu, ein Amt ähnlich dem des heutigen Küsters oder Mesners.
War nach dieser Quelle Romanus ein Ostiarius, so nach anderen Berichten Soldat. Die Legende hat seine Vita weiter ausgeschmückt. Im Martyrologium Romanum 1586 heißt es zu den Heiligen, deren Fest am 9. August gefeiert wurde:

„Romae, S. Romani militis, qui confessione beati Laurentij compunctus, petiit ab eo baptizari, et mox exhibitus, ac fustibus caesus, ad vltimum decollatus est.“

„In Rom <wird gefeiert> das Fest des heiligen Soldaten Romanus, der, durch das standhafte Bekenntnis des heiligen Laurentius bewegt, von diesem getauft zu werden verlangte und alsbald verhaftet, mit Knüppeln geschlagen und schließlich enthauptet wurde.“

Johann Evangelist Stadler schreibt in seinem Vollständigen Heiligenlexikon: Romanus warf sich, „eine Schale Wasser in der Hand, zu den Füßen des hl. Laurentius und bat unter Thränen um die hl. Taufe. Laurentius segnete das Wasser und taufte ihn. Als Valerianus dies erfuhr, befahl er, den Romanus unter Stockschlägen vorzuführen. Als er vor dem Kaiser erschien, rief er sogleich ohne gefragt zu sein, mit lauter Stimme: ‚Ich bin ein Christ.‘ Alsbald fällte Valerianus das Todesurtheil über ihn; er wurde außerhalb des Salarischen Thores enthauptet und in der Nacht [...] an der Straße nach Tivoli [= der Via Tiburtina] beerdigt. Die Mutter des Heiligen, eine standhafte Christin, hatte über den glorreichen Tod ihres Sohnes eine so große Freude, daß sie [...] die Psalmesworte: ‚Kostbar in den Augen des Herrn ist der Tod seiner Heiligen‘ sang.“

## Verehrung
Gedenktag des Heiligen ist in der römisch-katholischen Kirche der 9. August, in den orthodoxen Kirchen der 10. August.
Das Gefäß, aus dem Romanus das Taufwasser empfing, wird (so Stadler in der zweiten Hälfte des 19. Jahrhunderts) bei San Lorenzo fuori le mura in Rom gezeigt. In Lucca, wo man seinen Leichnam zu besitzen glaubte, wurde über dem Grab die Kirche San Romano gebaut. Der aus dem Elsass stammende Papst Leo IX. brachte Reliquien zur Abtei Oelenberg in dem elsässischen Ort Reiningue. Dessen Pfarrkirche Saint Romain besitzt drei Romanus-Reliquiare, eines aus der ersten Hälfte des 12. Jahrhunderts in Form eines Hauses. Reiningue wurde ein vielbesuchter Romanus-Wallfahrtsort. Das Haus-Reliquiar ist am 9. August und am 10. August, dem Festtag des heiligen Laurentius, zugänglich, so dass es berührt werden kann.
Ein Romanus-Wallfahrtsort war auch das Schwarzwalddorf St. Roman. Man sagte nach Heinrich Hansjakob: „Suchst du einen Mann, wallfahr’ zu St. Roman.“

## Ikonographie
Seine Bilder zeigen Romanus meist als Soldaten mit Lanze und Schild. Dazu trägt er ein Palmwedel als Symbol und ein Schwert als Werkzeug seines Martyriums.
Das Reininger Haus-Reliquiar ist auf beiden Schmalseiten mit Romanus-Reliefs geschmückt. In einem hält er das Taufbecken, während ihm Laurentius das Taufwasser über den Kopf gießt; in dem anderen steht er zwischen seinem Richter und dem Soldaten, der ihm soeben den Kopf abgeschlagen hat.
In Lucca hat Matteo Civitali den Heiligen Ende des 14. Jahrhunderts an seinem Sarkophag in San Romano dargestellt.

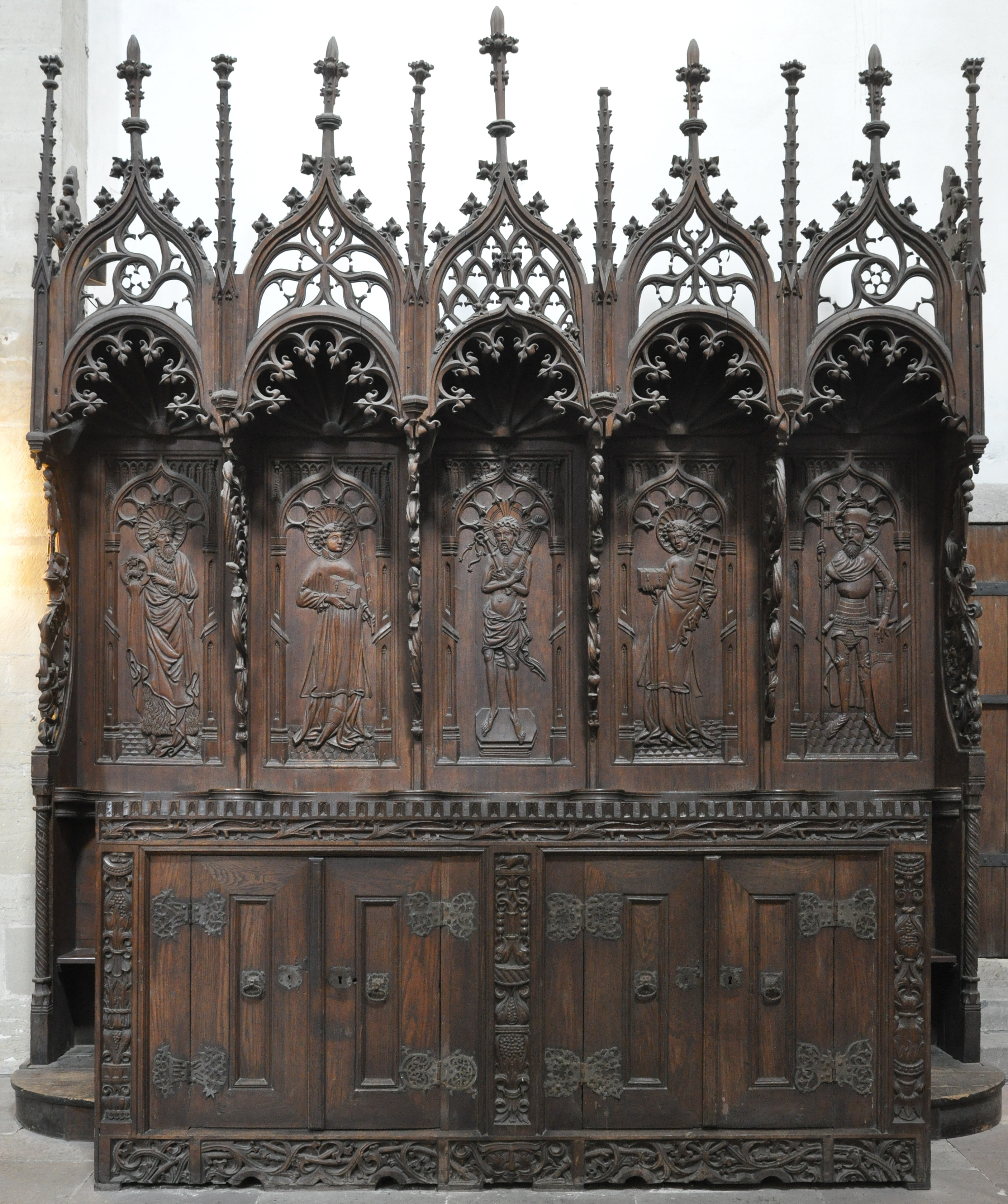
Romanus (rechts außen); Fünfsitz im Merseburger Dom

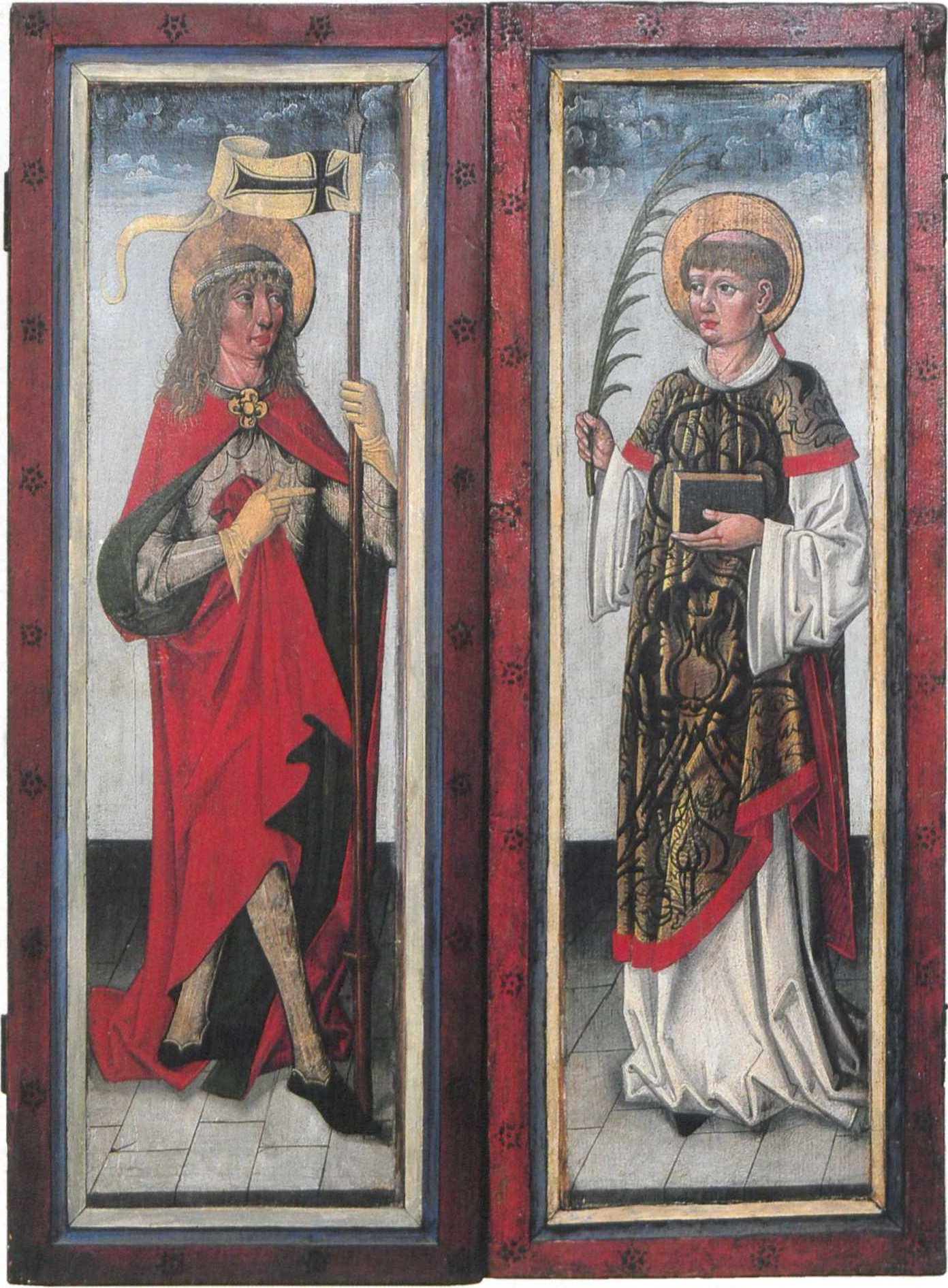
Romanus (links) und Maximus; Retabel im Merseburger Dom

Mehrere Darstellungen finden sich in dem Johannes dem Täufer und Laurentius geweihten Merseburger Dom. In Reliefs eines Fünfsitzes aus der Mitte des 15. Jahrhunderts ist Romanus neben (von links) Johannes dem Täufer, dem heiligen Maximus von Avium, dem Schmerzensmann und Laurentius zu sehen. Romanus und Maximus zeigen die Außenseiten der Flügel eines Retabels vom Ende des 15. Jahrhunderts. „Romanus erscheint <...> als vornehmer Soldat mit einer Lanze sowie in Rüstung und Mantel. Der Kopfschmuck, eine Perlenschapel, kennzeichnet ihn als Edelmann. Sein Glaube wird durch den Kreuzwimpel symbolisiert. An die Vita von Maximus erinnern die Tracht des Diakons, die Tonsur, das Buch und die Märtyrerpalme.“ Romanus und Papst Sixtus II. zeigt der Altarflügel eines Schülers Lucas Cranachs des Älteren gegen 1520. An einer von dem Merseburger Bischof Sigismund von Lindenau gestifteten Schranke um 1540 schließlich steht Romanus zwischen Sixtus und Johannes dem Täufer.

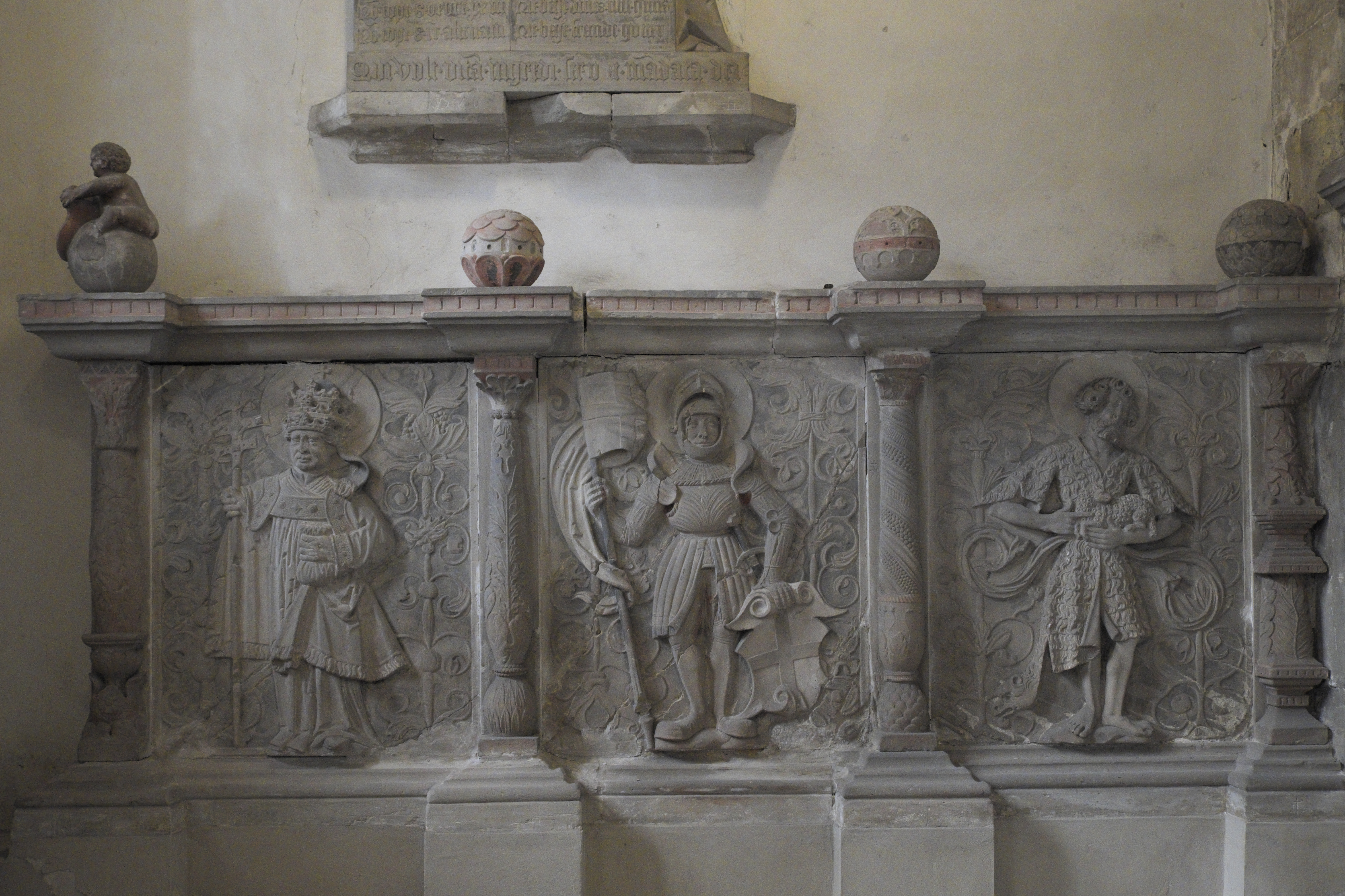
Romanus (Mitte); Schranke im Merseburger Dom

Aus dem Barock stammen Bilder in der Kirche St. Romanus in Schweighausen im Schwarzwald. Eine Schweighauser Skulptur fügt seinen Attributen den Krug mit dem Taufwasser hinzu.

## Sancti Romani
Das Lexikon für Theologie und Kirche führt neben Romanus von Rom fünf, die Catholic Encyclopedia mindestens sechs weitere Heilige namens „Romanus“ auf. Im Lexikon für Theologie und Kirche sind es:
- ein Heiliger unsicherer Identität, Festtag der 6. Oktober, der Bischof von Auxerre gewesen sein soll;
- Romanus von Blaye, Festtag 24. November, nach legendären Viten afrikanischer Mönch, den Martin von Tours zum Priester weihte;
- Romanus  von Condat, Festtag 28. Februar, Einsiedler, der mehrere Klöster, darunter Saint-Claude in der Franche-Comté, gründete;
- ein Heiliger unsicherer Identität, Festtag 22. Mai, der im 6. oder 7. Jahrhundert Abt eines Klosters in der Bourgogne gewesen sein soll;
- Romanus von Rouen, gestorben am 23. Oktober 640, Festtag 23. Oktober, Bischof von Rouen.